# 東海大学医学部付属八王子病院

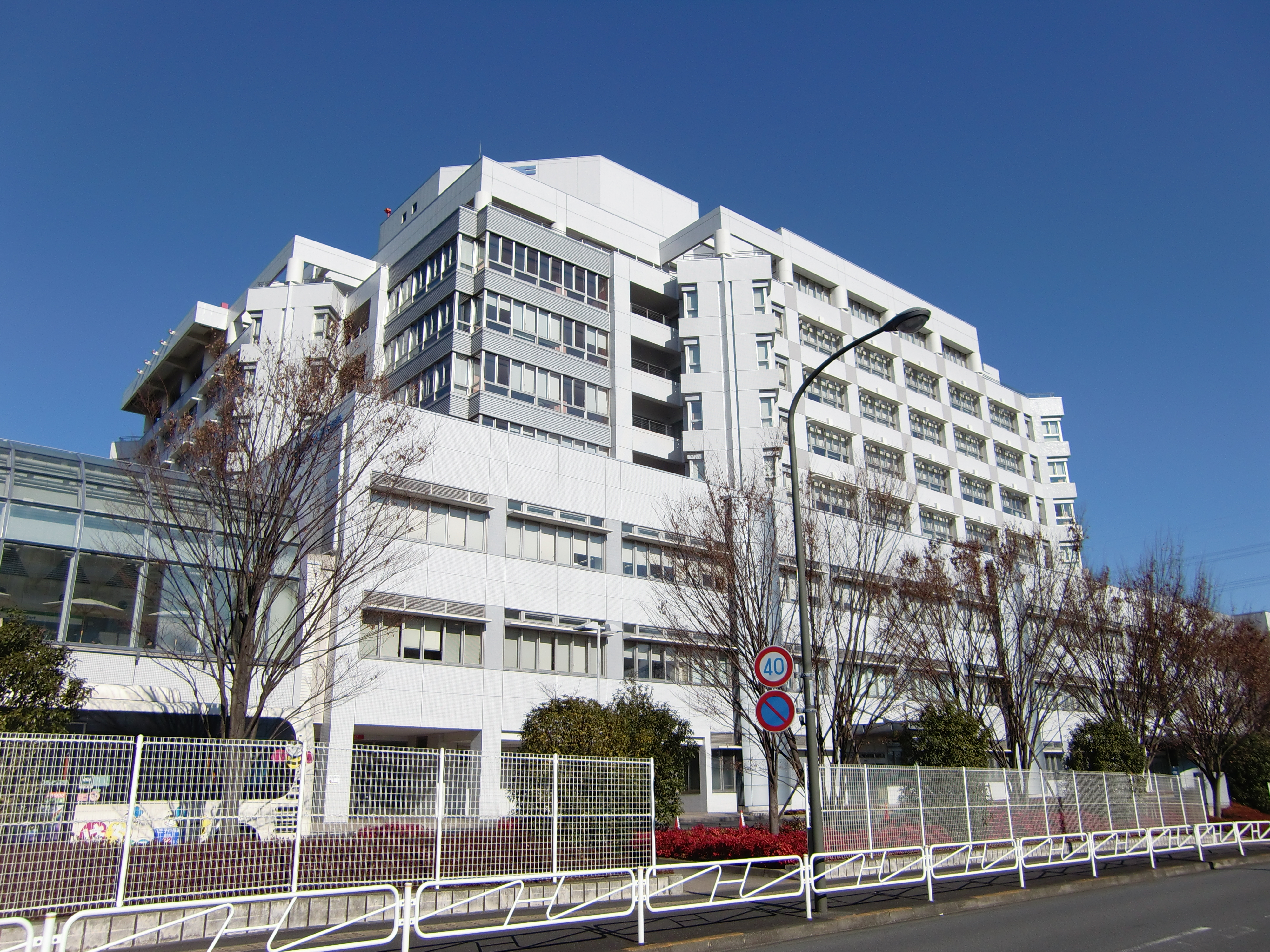
入院棟

東海大学医学部付属八王子病院（とうかいだいがく いがくぶふぞく はちおうじびょういん）は、東京都八王子市石川町にある病院である。開設者は学校法人東海大学で、東海大学医学部としては第4番目の大学付属病院である。

## 概要
八王子市の誘致を受け、開設許可病床数500床の病院として2002年（平成14年）3月1日に開設、翌月1日より外来診療を開始した。
東海大学八王子病院は各種諸経費に対して八王子市による補助金の支出を受けており、東京医科大学八王子医療センター（八王子市館町）とともに、同市が定める「八王子市中核病院」にも位置づけられている。診療の実績は2006年（平成18年）度において、入院患者数が一日平均352.6人、外来患者数が同1,071.6人であった。電子カルテは開院時から用意されている。
病院の理念は「『理解と調和』の精神と『リスクマネジメント』に基づいた患者中心の心暖まる医療」であり、東京都災害拠点病院、東京DMAT指定医療機関である。

## 沿革
- 2002年3月1日 東海大学医学部付属八王子病院が開院。
- 2002年4月1日 一般外来を開始。
- 2007年4月 健康管理センターをオープン。
- 2015年8月 東京薬科大学と「地域交流事業協定」を締結。

## 診療科

### 内科系診療科
- 総合内科

- 血液腫瘍内科
- 腎内分泌代謝内科
- 循環器内科
- 呼吸器内科
- 消化器内科
- リウマチ内科
- 小児科
- 神経内科
- 精神科・心療内科
- 放射線科

### 外科系診療科
- 消化器外科
- 乳腺・内分泌外科
- 整形外科
- 泌尿器科
- 心臓血管外科
- 形成外科
- 耳鼻咽喉科
- 呼吸器外科
- 産婦人科
- 麻酔科
- 脳神経外科
- 眼科
- 歯科・口腔外科
- 小児外科
- 皮膚科
- リハビリテーション科
- 病理診断科
- 画像診断科
- 放射線治療科
- 救命救急科

## 医療機関の指定等
- 東京都災害拠点病院
- 小児救急医療拠点病院
- 航空身体検査指定機関[2]
- 地域医療支援病院
- 東京都がん診療連携拠点病院
- 東京DMAT指定病院

## 費用負担等
- 初診時に紹介状がない場合、保険外併用療養費（特定療養費）として税込7,700円が別途加算される。
- クレジットカードでの支払が可能である。また院内にファミリーマートと三菱UFJ銀行のカード専用機型ATM、介護用品を扱う店（ケアサポート りんどう）等がある。

## 交通アクセス
- JR東日本中央線・横浜線・八高線八王子駅、京王線京王八王子駅より西東京バス東海大学八王子病院行(大03系統)もしくは東海大学八王子病院経由宇津木台行(大02系統)・日野駅行(大11系統)バスで東海大学八王子病院下車
- 八王子市コミュニティバス「はちバス」北西部コース東海大学八王子病院行きで東海大学八王子病院（終点）下車
- JR八高線北八王子駅下車徒歩15分または西東京バス東海大学八王子病院行(大03系統)もしくは東海大学八王子病院経由宇津木台行(大02系統)・日野駅行(大11系統)バスで東海大学八王子病院下車

## その他
- 開院してからしばらくの間は、医療物のテレビドラマの撮影場所として使用されていた事が多々ある。番組最後のエンドクレジットに撮影協力として名前が出てくる（伊勢原市の東海大学医学部付属病院は、田宮二郎主演の「白い巨塔」で撮影に使用された経緯がある）。

- 2014年11月22日、病院内の約4か所で、火炎瓶が投げ付けられ発火し、入院患者ら約200人が避難する事件があった。警視庁が放火容疑で捜査を行っていたが[3]、11月26日に千葉県警市原署に出頭し、翌日逮捕された[4]。